# Le Chat noir (film, 1941)
Pour les articles homonymes, voir Chat noir (homonymie) et Black Cat.
Pour plus de détails, voir Fiche technique et Distribution.
Le Chat noir (The Black Cat) est un film d'horreur américain réalisé par Albert S. Rogell, adapté de la nouvelle éponyme d'Edgar Allan Poe, et sorti en 1941.

## Synopsis
Henrietta Winslow vit dans un vieux manoir en compagnie de nombreux chats, du gardien Eduardo et de sa gouvernante Abigaïl. Dans le jardin de la propriété, se trouve un curieux crématorium où finissent les corps de ses chats morts, dont elle recueille les cendres et qu'elle place dans des urnes. Un soir, la vieille dame reçoit ses héritiers pour leur faire la lecture de son testament.

## Fiche technique
- Titre original : The Black Cat
- Titre : Le Chat noir
- Réalisation : Albert S. Rogell
- Scénario : Robert Lees, Robert Neville, Frederic I. Rinaldo, Eric Taylor, d'après la nouvelle Le Chat noir d'Edgar Allan Poe
- Société de production et de distribution :  Universal Pictures
- Producteur : Burt Kelly
- Directeur de la photographie : Stanley Cortez
- Effets spéciaux : John P. Fulton
- Musique : Hans J. Salter, Frank Skinner
- Ingénieurs du son : Bernard B. Brown, Hal Bumbaugh, William Schwartz
- Montage : Ted J. Kent
- Direction artistique : Jack Otterson
- Décors : Russell A. Gausman
- Costumes : Vera West
- Pays d'origine : États-Unis
- Langue : Anglais
- Couleurs : Noir & blanc - Son : Mono (Western Electric Microphonic Recording)
- Format : 1,37 : 1
- Durée : 70 minutes
- Genre : Film d'horreur
- Date de sortie : 
  - États-Unis : 2 mai 1941

## Distribution
- Basil Rathbone : Montague Hartley
- Hugh Herbert : Mr Penny
- Broderick Crawford : Hubert A. Gilmore 'Gil' Smith
- Bela Lugosi : Eduardo Vigos, le jardinier
- Anne Gwynne : Elaine Winslow
- Gladys Cooper : Myrna Hartley
- Gale Sondergaard : Abigail Doone
- Cecilia Loftus : Henrietta Winslow
- Claire Dodd : Margaret Gordon
- John Eldredge : Stanley Borden
- Alan Ladd : Richard Hartley

Acteurs non crédités
- Erville Alderson : Docteur Williams
- Harry C. Bradley : Médecin légiste
- Edgar Sherrod : Ministre
- Jack Cheatham